# Thagria bihasta
Thagria bihasta är en insektsart som beskrevs av Nielson 1977. Thagria bihasta ingår i släktet Thagria och familjen dvärgstritar. Inga underarter finns listade i Catalogue of Life.